# Burgstraße 12 (Hannover)

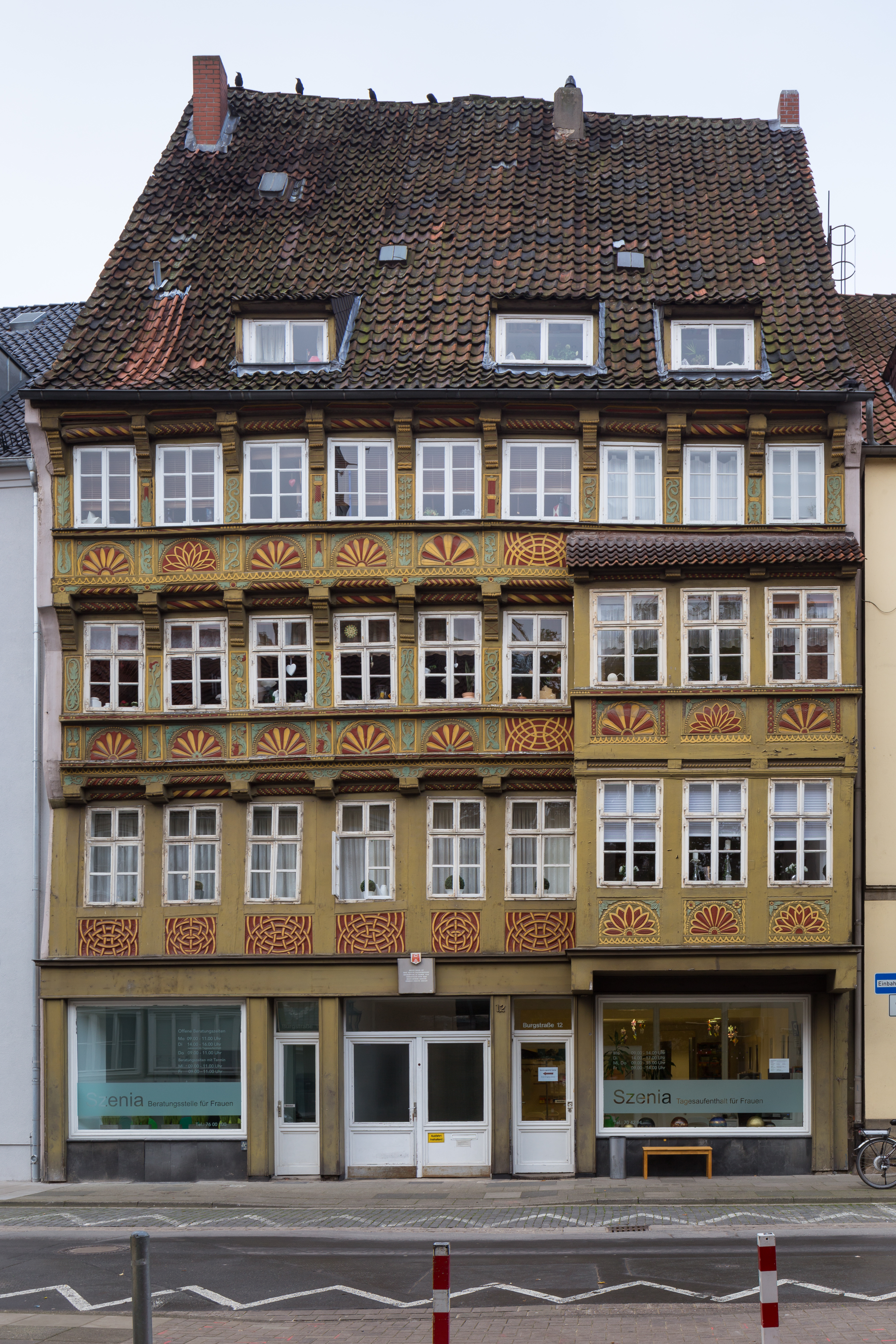
Ältestes Fachwerkhaus Hannovers von 1566 in der Burgstraße 12

Die Häuser in der Burgstraße 12 in der hannoverschen Altstadt sind die ältesten erhaltenen Fachwerkhäuser in Hannover. Die Nachbarhäuser in der Burgstraße wurden bei den Luftangriffen auf Hannover im Zweiten Weltkrieg zerstört, sodass die Häuser heute isoliert zwischen Nachkriegsbauten stehen. Das Vorderhaus des denkmalgeschützten Ensembles (frühere Hausnummer: 28) wurde in der Art des Apothekenflügels des Alten Rathauses vermutlich 1566 von dessen Meister Hinrich Holste aus Hildesheim gestaltet.

## Baubeschreibung

### Vorderhaus
Das viergeschossige Traufenhaus bietet eine reiche Verzierung an den vorkragenden Obergeschossen mit Tauornamenten und Halbkreisrosetten. Der Erker wurde später vorgebaut, die Erdgeschosswohnungen im 19. Jahrhundert zu Läden umgebaut. Nach den Kriegsschäden erfolgte zunächst eine Instandsetzung des Gebäudes, ab 1976 die Restaurierung.

### Seitenflügel und Hinterhaus
Diese beiden älteren Gebäudeteile wurden 1564 erbaut. Wenig später wurde unter Verwendung von gotischen Bauteilen eines älteren Hauses ein drittes Geschoss aufgesetzt. Auf den Setzschwellen findet sich eine lateinische Inschrift mit dem Namen des Bauherrn Hinricus Grube sowie die Meistersignatur GK (für die Zimmermannsfamilie Konning). Das Erdgeschoss wurde 1847 mit staatlicher Beihilfe geändert. Diese Beihilfe legt die Vermutung nahe, dass hier möglicherweise ein frühes Beispiel für Denkmalpflege zu finden ist.